# Opowieści księżycowe
Opowieść przy deszczu i księżycu (jap. 雨月物語 Ugetsu monogatari; znany też pod tytułem Opowieści księżycowe) – film japoński z 1953 roku w reżyserii Kenjiego Mizoguchiego.
Scenariusz filmu został oparty na opowiadaniach Akinariego Uedy i Guy de Maupassanta.

## Obsada
- Machiko Kyō – pani Wakasa
- Kinuyo Tanaka – Miyagi
- Mitsuko Mito – Ohama
- Masayuki Mori – Genjurō
- Eitarō Ozawa – Tōbei
- Ikio Sawamura – Genichi
- Kikue Mori – Ukon